# Catopius irregularis
Catopius irregularis es una especie de coleóptero de la familia Mycetophagidae.

## Distribución geográfica
Habita en América Central.